# Finasteridă

Finasteride

Finasteride (cunoscut comercial ca Proscar, Propecia, Fincar, Finpecia, Finax, Finast, Finara, Finalo, Prosteride, Gefina, Appecia, Finasterid IVAX, Finasterid Alternova) este un antiandrogen sintetic cu acțiune de inhibiție asupra enzimei 5-alpha reductase tipul 2, enzimǎ responsabilǎ pentru transformarea testosteronului in dihidrotestosteron. Medicamentul este uzat ca tratament pentru cazuri de calviție masculinǎ, precum și pentru adenomul de prostată in doze mici și cancer de prostatǎ in doze mari.

## Versiuni originale
Finasteride este produs de Merck & Co., Inc. (USA) și este distribuit sub numele de Propecia și Proscar. Propecia conține 1mg Finasteride si este indicat in tratamentul calviției în timp ce Proscar conține 5mg Finasteride și este indicat în cazuri de cancer al prostatei.
Finasteride a fost aprobat initial in 1992 ca Proscar sub forma de tratament in cazurile de prostata , dar studii s-au efectuat asupra dozei de 1mg care s-a dovedit eficientǎ în tratarea calviției masculine. În 1997, Propecia a fost aprobat de cǎtre FDA ca fiind un tratament eficient împotriva calviției masculine.

## Versiuni generice
Patentul Merck pentru finasteride pentru tratarea adenomului de prostatǎ a expirat în Iunie 19, 2006. Merck a câștigat un patent separat pentru uzul de finasteride în tratarea calviției masculine care va expira în Noiembrie 2013. O consecințǎ a expirarii primului patent este cǎ alte companii au permisie legalǎ de a fabrica sau replica versiuni proprii (așa zise medicamente generice) de finasteride. Deoarece nu sunt implicate costurile descoperirii de finasteride in aceste cazuri, acesta fiind deja descoperit de Merck, companiile pot sa vânda versiune generice al acestui medicament la un preț mult mai mic, preferat de pacienții care își cumpǎrǎ medicamentele online.
Exemple de aceste companii inclusiv numele medicamentelor generice:
- Ajanta Pharma (Appecia)
- Aleppo Pharmaceutical (Prosteride)
- Cipla (Fincar și Finpecia)
- Dr. Reddy's (Finax și Finast)
- Intas Pharmaceuticals (Finalo)
- Ranbaxy (Finara)

## Mecanism de acțiune
DHT este un hormon derivat al testosteronului, care a fost demonstrat a fi elementul cheie în cazul miniaturizǎrii și eventuala distrucție a foliculelor de pǎr în cazurile de calviție masculinǎ. DHT este un hormon androgen steroid, ca și testosteronul, dar cu o afinitate mai mare cǎtre receptorii androgeni. Transformarea testosteronului în DHT, ca urmare, amplificǎ multe dintre efectele acestuia.
În timp ce mecanismul prin care DHT este implicat în pierderea de pǎr la bǎrbați nu este complet cunoscut, mulți dermatologi și specialiști în domeniu cred cǎ moleculele de DHT se pot dispersa în interiorul celulelor foliculelor de pǎr pentru a se îmbina cu receptorii de androgeni. Acest complex, atât receptorul cât și molecula de DHT, intrǎ in nucleul celulei. În nucleul folicului de pǎr acest complex poate apoi sǎ altereze rate sintezei a proteinelor în bǎrbați genetic predispuși calviției.
În același timp, DHT joacǎ un rol important și în funcționarea sistemului nervos central, testiculelor, prostatei, și aproape totul în afara țesutului muscular unde testosteronul este hormonul dominant.
- Este de notat cǎ Propecia și alte medicamente inhibitoare de 5-alpha reductase cauzeazǎ o creștere a nivelelor de testosteron, deoarece testosteronul care normal ar trebui transformat în DHT rǎmâne testosteron.

- Nivele artificial scǎzute de DHT în corp pot cauza condiții nedorite. DHT este un antagonist al estrogenului. Scǎderea nivelului de DHT în corp poate avea ca consecința creșterea nivelelor de estradiol, care, depinzând de afinitatea receptorilor la acest hormon, poate cauza o scǎdere în potențǎ a unor trǎsǎturi masculine, cum ar fi cea a pǎrului facial și corporal. În cazuri mai serioase, dar rare, ginecomastia se poate forma.

## Tratament pentru calviție masculinǎ
Într-un studiu de 5 ani al oamenilor cu vârste cuprinse intr 18 si 41 de ani diagnosticați cu calviție ușoarǎ sau moderatǎ, 48% din cei tratați cu Propecia au avut o recreștere a pǎrului, și un alt 42% din același grup nu au mai avut cǎdere de pǎr. Propecia s-a dovedit astfel a fi primul medicament aprobat de Federația Americanǎ a Alimentelor si Medicamentelor (FDA) împotriva calviției masculine.
Propecia are efect numai atâta timp cât este administrat. Întreruperea tratamentului duce la pierderea posibilei cantitǎți de pǎr acumulate in timpul administrației.
Propecia s-a dovedit a fi ineficient împotriva cǎderii pǎrului la femei, deoarece cǎderea pǎrului în aceste cazuri se datoreazǎ a unei pierderi in cantitate de estrogen si creșteri in cantitate si sensitivitate de testosteron odatǎ cu înaintarea vârstei, aproape și dupǎ menopauzǎ.

## Efecte secundare
Efecte secundare raportate de mai puțin de 1% din bǎrbați în urma studiilor sunt disfuncția erectilǎ, dificultați în achiziționarea sau menținerea unei erecții, și mult mai rar, ginecomastie. Este de așteptat ameliorarea sau dispariția acestor efecte secundare în cazul întreruperii tratamentului.
Finasteride nu este indicat pentru folosirea de cǎtre femei însǎrcinate deoarece poate duce la deformǎri sexuale severe în cazul unui fetus masculin. Este de asemenea contraindicatǎ atingerea tabletelor zdrobite de finasteride, deoarece substanța poate sǎ treacǎ prin piele. Finasteride poate trece in sperma bǎrbaților ca urmare a uzului acestuia, dar faptul acesta nu este îngrijorator în cazul contactului sexual cu o femeie însarcinatǎ.
Multe asociații de sport au interzis uzul de finasteride deoarece acesta poate fi utilizat pentru a masca uzul de steroizi. Din 2005, finasteride a fost plasat pe lista substanțelor interzise de cǎtre Agenția Mondialǎ Antidoping (WADA).